# 会津川口駅
会津川口駅（あいづかわぐちえき）は、福島県大沼郡金山町大字川口字森ノ上にある、東日本旅客鉄道（JR東日本）只見線の駅である。

## 歴史
- 1956年（昭和31年）9月20日：一般駅として開業[1]。
- 1957年（昭和32年）12月：電源開発専用鉄道・当駅 - 只見駅間が開業。
- 1961年（昭和36年）12月：電源開発専用鉄道の貨物輸送を終了。
- 1963年（昭和38年）8月20日：専用鉄道の施設を利用し、当駅 - 只見駅間が延伸開業。
- 1982年（昭和57年）8月1日：貨物の取り扱いを廃止[3]。
- 1984年（昭和59年）2月1日：荷物の取り扱いを廃止[3]。
- 1987年（昭和62年）
  - 3月15日：現駅舎が竣工[4]。
  - 4月1日：国鉄分割民営化により、 東日本旅客鉄道（JR東日本）の駅となる[1]。
- 2011年（平成23年）
  - 7月30日：新潟福島豪雨により、営業を休止。
  - 8月26日：会津宮下 - 当駅 - 会津大塩間でバス代行を開始[5]。
  - 11月1日：当駅 - 只見間でバス代行を開始[5]。
  - 12月3日：会津宮下 - 当駅間の復旧に伴い、会津若松方面の運転を再開（バス代行終了）[6]。
- 2012年（平成24年）9月23日：会津坂下方が特殊自動閉塞化。
- 2019年（令和元年）6月1日：管理駅が会津坂下駅から会津若松駅に変更。
- 2022年（令和4年）10月1日：只見線の全線運転再開に伴い、小出方面の営業を再開[7]。
- 2024年（令和6年）4月1日：簡易委託化[2]。

## 駅構造
島式ホーム1面2線を有する地上駅である。ホームは只見川のほとりにあり、ホームから駅舎へ構内踏切がのびている。このほか、構内には手動の転車台がある。
あいづ統括センター（会津若松駅）管理の簡易委託駅であり、金山町が受託し、金山町観光物産協会に再委託している。出札窓口が設置されている。
1987年（昭和62年）竣工の駅舎は2階建てで、JA会津よつば金山支店や川口郵便局との合築となっている。川口郵便局は集配部併設である。このほか、駅舎内には金山町観光情報センター（OASIS）もあり、レンタサイクルの取り扱いがある。

### のりば
駅舎側から記載。
| ホーム | 路線    | 方向 | 行先           |
| ------ | ------- | ---- | -------------- |
| 駅舎側 | ■只見線 | 下り | 只見・小出方面 |
| 駅舎側 | ■只見線 | 上り | 会津若松方面   |
| 反対側 | ■只見線 | 上り | 会津若松方面   |

- 夜間滞泊が2本設定されている。

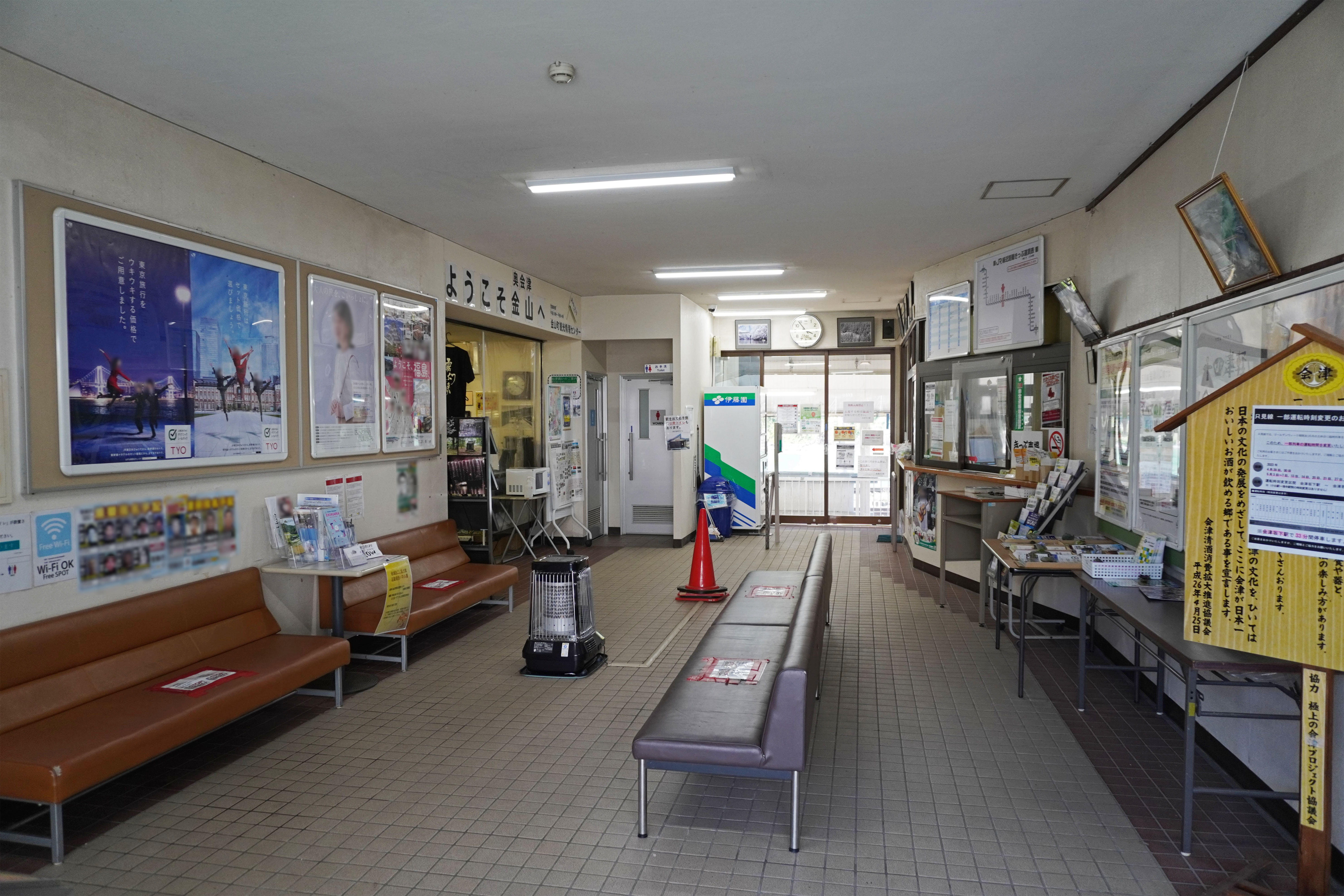
駅舎内（2023年4月）
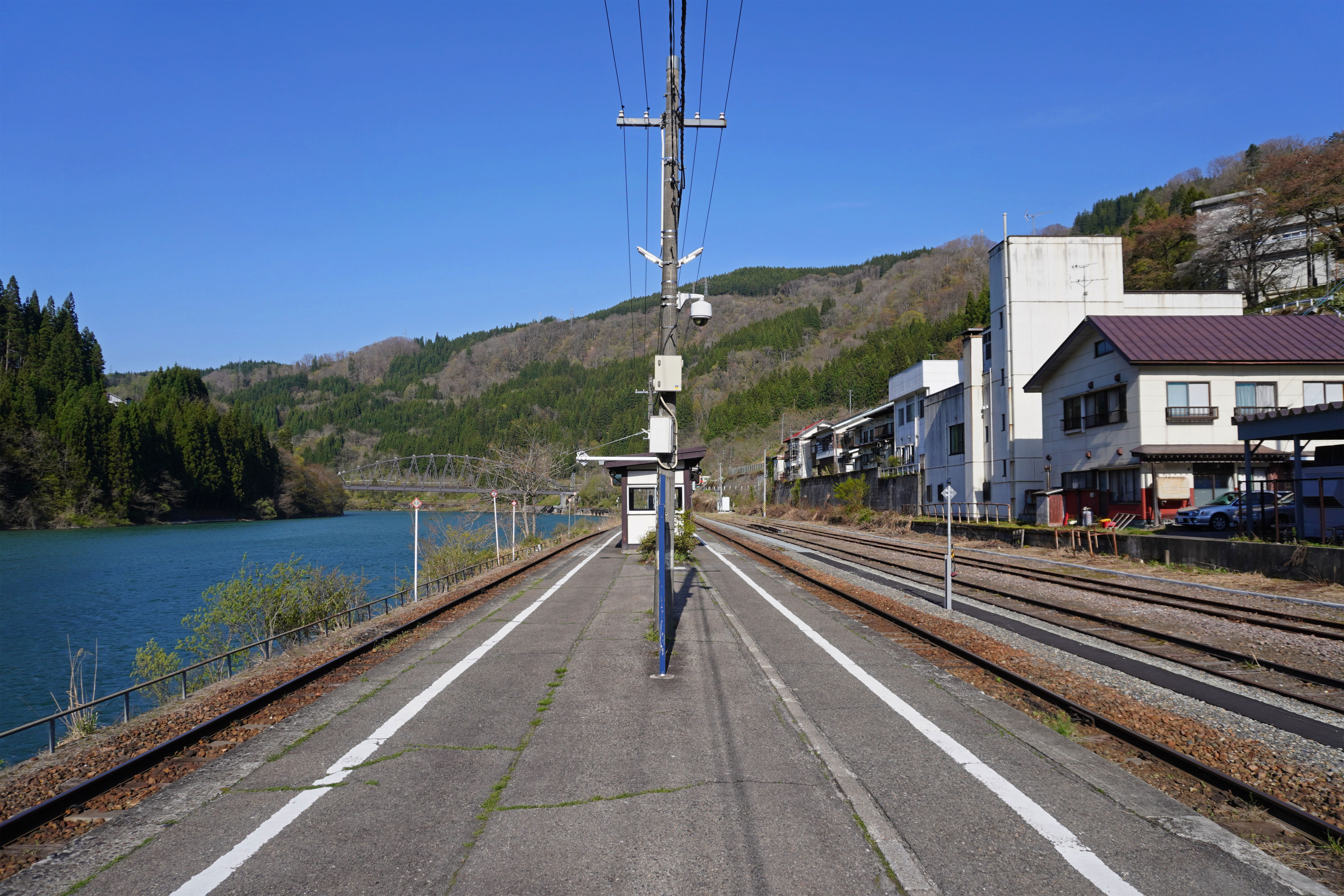
ホーム（2023年4月）
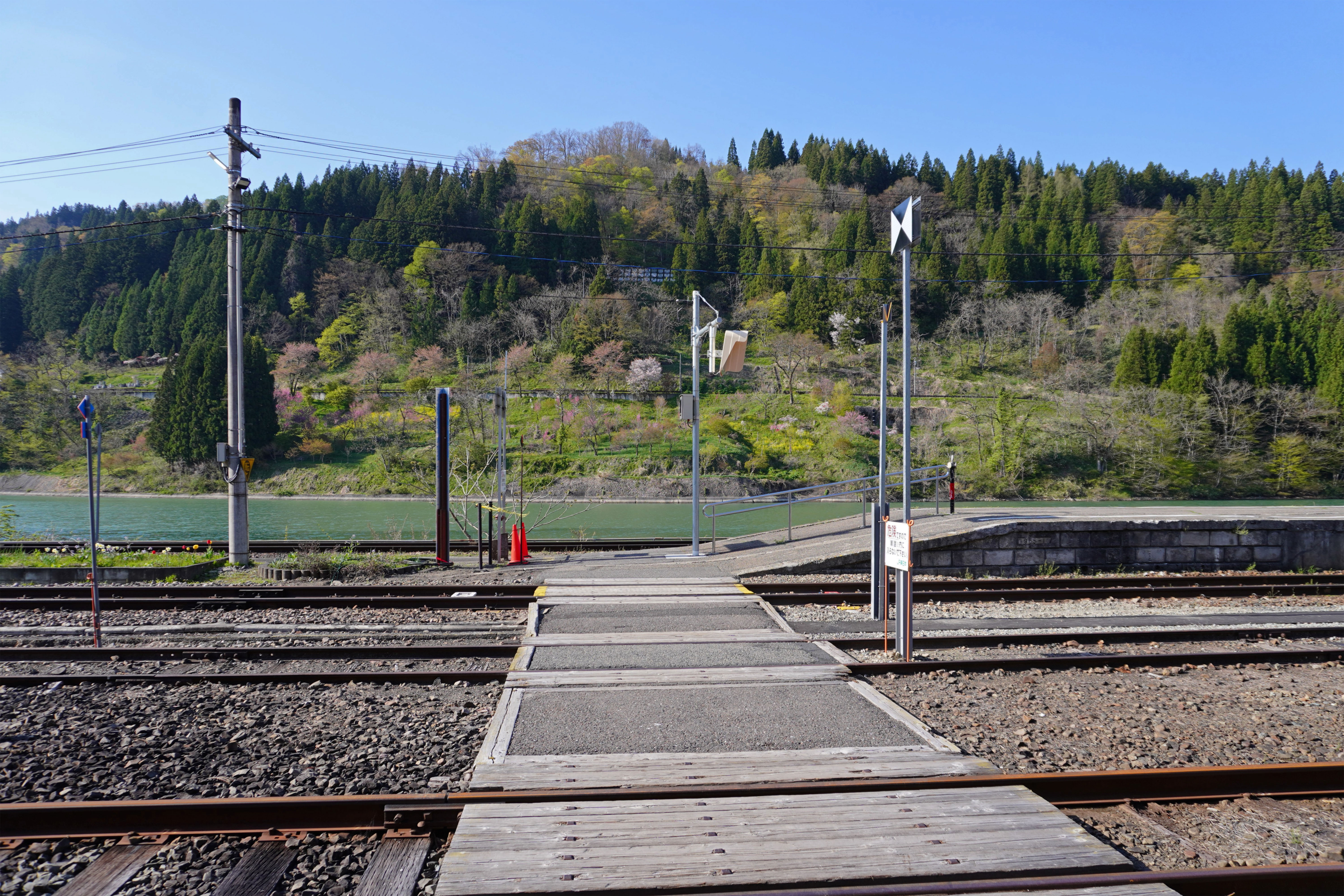
構内踏切（2023年4月）
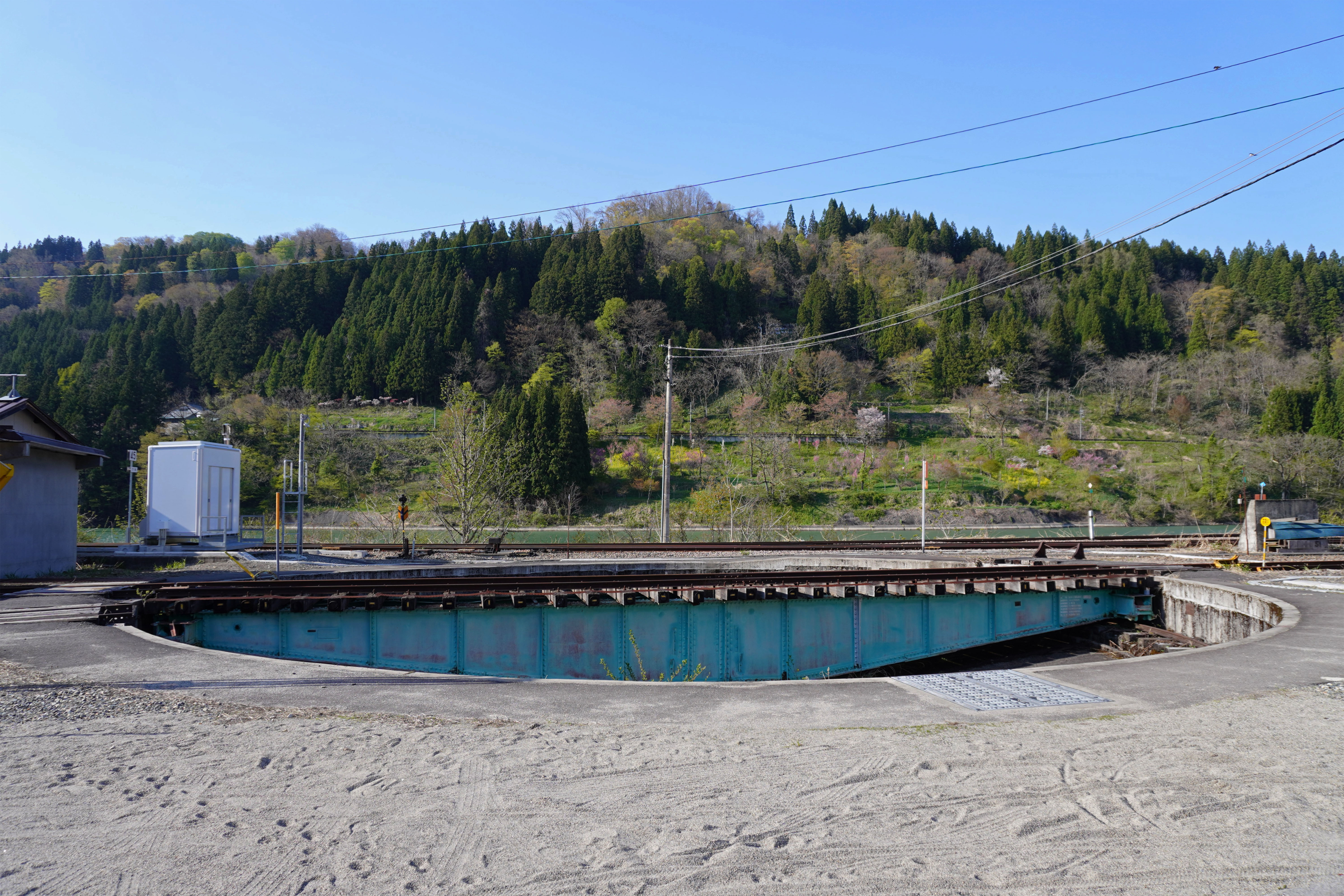
転車台（2023年4月）

## 利用状況
JR東日本によると、2023年度（令和5年度）の1日平均乗車人員は44人である。
2000年度（平成12年度）以降の推移は以下のとおりである。
| 1日平均乗車人員推移 | 1日平均乗車人員推移 | 1日平均乗車人員推移 | 1日平均乗車人員推移 | 1日平均乗車人員推移 |
| 年度                | 定期外              | 定期                | 合計                | 出典                |
| ------------------- | ------------------- | ------------------- | ------------------- | ------------------- |
| 2000年（平成12年）  |                     |                     | 101                 | [ 利用客数 2 ]      |
| 2001年（平成13年）  |                     |                     | 99                  | [ 利用客数 3 ]      |
| 2002年（平成14年）  |                     |                     | 91                  | [ 利用客数 4 ]      |
| 2003年（平成15年）  |                     |                     | 88                  | [ 利用客数 5 ]      |
| 2004年（平成16年）  |                     |                     | 90                  | [ 利用客数 6 ]      |
| 2005年（平成17年）  |                     |                     | 93                  | [ 利用客数 7 ]      |
| 2006年（平成18年）  |                     |                     | 94                  | [ 利用客数 8 ]      |
| 2007年（平成19年）  |                     |                     | 92                  | [ 利用客数 9 ]      |
| 2008年（平成20年）  |                     |                     | 90                  | [ 利用客数 10 ]     |
| 2009年（平成21年）  |                     |                     | 84                  | [ 利用客数 11 ]     |
| 2010年（平成22年）  |                     |                     | 84                  | [ 利用客数 12 ]     |
| 2011年（平成23年）  |                     |                     | 57                  | [ 利用客数 13 ]     |
| 2012年（平成24年）  | 26                  | 38                  | 65                  | [ 利用客数 14 ]     |
| 2013年（平成25年）  | 29                  | 37                  | 66                  | [ 利用客数 15 ]     |
| 2014年（平成26年）  | 39                  | 35                  | 75                  | [ 利用客数 16 ]     |
| 2015年（平成27年）  | 35                  | 34                  | 70                  | [ 利用客数 17 ]     |
| 2016年（平成28年）  | 30                  | 33                  | 64                  | [ 利用客数 18 ]     |
| 2017年（平成29年）  | 26                  | 31                  | 57                  | [ 利用客数 19 ]     |
| 2018年（平成30年）  | 27                  | 27                  | 54                  | [ 利用客数 20 ]     |
| 2019年（令和元年）  | 27                  | 23                  | 51                  | [ 利用客数 21 ]     |
| 2020年（令和02年）  | 20                  | 17                  | 37                  | [ 利用客数 22 ]     |
| 2021年（令和03年）  | 19                  | 12                  | 31                  | [ 利用客数 23 ]     |
| 2022年（令和04年）  | 31                  | 6                   | 38                  | [ 利用客数 24 ]     |
| 2023年（令和05年）  | 33                  | 10                  | 44                  | [ 利用客数 1 ]      |

## 駅周辺
金山町の中心部であり、官公庁や学校が所在している。レンタサイクルでアクセスできる範囲には、玉梨温泉がある。
- 会津川口温泉
- 金山町役場
- 川口郵便局
- 金山町立金山中学校
- 金山町立金山小学校
- 福島県立川口高等学校
- 只見川
- 野尻川
- 国道252号
- 国道400号

## バス路線
最寄りバス停は、駅舎すぐ前に位置する「川口駅前」。ただし、バス停の看板では「会津川口駅前」の表記になっている。
- 会津乗合自動車（会津バス）[9]
  - 川口車庫／大芦

このほか、町営のデマンドタクシーである「かねやま乗合タクシー」各路線が駅前を発着する。かつては金山町町営バスが乗り入れていた。

## その他
「只見川の雄大な流れに沿い船着場のように見える駅」として、2002年（平成14年）には、東北の駅百選へと選定された。

## 隣の駅
東日本旅客鉄道（JR東日本）
■只見線
会津中川駅 - 会津川口駅 - 本名駅

### 記事本文
1. 1 2 3  曽根悟（監修）（著）、朝日新聞出版分冊百科編集部（編集）（編）「磐越西線・只見線・磐越東線」『週刊 歴史でめぐる鉄道全路線 国鉄・JR』第6号、朝日新聞出版、2009年8月16日、23頁。
2. 1 2 3  “広報かねやま お知らせ版 令和6年3月28日発行／第132号 > 4月1日より会津川口駅で乗車券類の販売を通年行います” (PDF).   金山町. p. 11 (2024年3月28日). 2024年4月1日時点のオリジナルよりアーカイブ。2024年4月1日閲覧。
3. 1 2  石野哲（編）『停車場変遷大事典 国鉄・JR編 Ⅱ』（初版）JTB、1998年10月1日、522頁。ISBN 978-4-533-02980-6。
4. 1 2  「いま 東北地域の駅は“C・C時代" 地域住民の“憩いの場”に変身」『交通新聞』交通協力会、1987年3月8日、2面。
5. 1 2  越前勤『東日本大震災「復興」時刻表』講談社、2012年、174-175頁。ISBN 978-4-06-217570-8。
6. ↑  福島県　県内の公共交通機関運行状況[リンク切れ]
7. ↑  『只見線全線運転再開について』（PDF）（プレスリリース）福島県／東日本旅客鉄道仙台支社、2022年5月18日。2022年5月18日閲覧。
8. 1 2  “JR東日本：駅構内図・バリアフリー情報（会津川口駅）”.   東日本旅客鉄道. 2024年11月17日閲覧。
9. ↑  “会津バス運行系統図” (PDF). 路線バス時刻表（PDF版）- 会津バス.   会津バス (2023年4月1日). 2023年5月5日時点のオリジナルよりアーカイブ。2023年5月5日閲覧。

### 利用状況
1. 1 2  “各駅の乗車人員（2023年度）”.   東日本旅客鉄道. 2024年7月22日閲覧。
2. ↑  “各駅の乗車人員（2000年度）”.   東日本旅客鉄道. 2019年3月8日閲覧。
3. ↑  “各駅の乗車人員（2001年度）”.   東日本旅客鉄道. 2019年3月8日閲覧。
4. ↑  “各駅の乗車人員（2002年度）”.   東日本旅客鉄道. 2019年3月8日閲覧。
5. ↑  “各駅の乗車人員（2003年度）”.   東日本旅客鉄道. 2019年3月8日閲覧。
6. ↑  “各駅の乗車人員（2004年度）”.   東日本旅客鉄道. 2019年3月8日閲覧。
7. ↑  “各駅の乗車人員（2005年度）”.   東日本旅客鉄道. 2019年3月8日閲覧。
8. ↑  “各駅の乗車人員（2006年度）”.   東日本旅客鉄道. 2019年3月8日閲覧。
9. ↑  “各駅の乗車人員（2007年度）”.   東日本旅客鉄道. 2019年3月8日閲覧。
10. ↑  “各駅の乗車人員（2008年度）”.   東日本旅客鉄道. 2019年3月8日閲覧。
11. ↑  “各駅の乗車人員（2009年度）”.   東日本旅客鉄道. 2019年3月8日閲覧。
12. ↑  “各駅の乗車人員（2010年度）”.   東日本旅客鉄道. 2019年3月8日閲覧。
13. ↑  “各駅の乗車人員（2011年度）”.   東日本旅客鉄道. 2019年3月8日閲覧。
14. ↑  “各駅の乗車人員（2012年度）”.   東日本旅客鉄道. 2019年3月8日閲覧。
15. ↑  “各駅の乗車人員（2013年度）”.   東日本旅客鉄道. 2019年3月8日閲覧。
16. ↑  “各駅の乗車人員（2014年度）”.   東日本旅客鉄道. 2019年3月8日閲覧。
17. ↑  “各駅の乗車人員（2015年度）”.   東日本旅客鉄道. 2019年3月8日閲覧。
18. ↑  “各駅の乗車人員（2016年度）”.   東日本旅客鉄道. 2019年3月8日閲覧。
19. ↑  “各駅の乗車人員（2017年度）”.   東日本旅客鉄道. 2019年3月8日閲覧。
20. ↑  “各駅の乗車人員（2018年度）”.   東日本旅客鉄道. 2019年7月22日閲覧。
21. ↑  “各駅の乗車人員（2019年度）”.   東日本旅客鉄道. 2020年7月18日閲覧。
22. ↑  “各駅の乗車人員（2020年度）”.   東日本旅客鉄道. 2021年7月11日閲覧。
23. ↑  “各駅の乗車人員（2021年度）”.   東日本旅客鉄道. 2022年8月13日閲覧。
24. ↑  “各駅の乗車人員（2022年度）”.   東日本旅客鉄道. 2023年7月12日閲覧。